# Los cocorocos
Los Cocorocos fue un álbum colaborativo entre cantantes de salsa y reggaeton, publicado el 21 de noviembre de 2006 por el sello independiente CMG (Coalition Music Group), mientras la distribución estuvo a cargo de Universal Motown. La producción cuenta con arreglos musicales de Charlie Donato, Domingo Quiñones, José Lugo y Willie Sotello.
El álbum fusionó sonidos entre la salsa y el reggaetón, en parte como una reacción del sello ante la acogida de álbumes similares como Salsatón de Andy Montañez y Back To Da Barrio de Michael Stuart. Contiene el sencillo promocional «Los hombres tienen la culpa», interpretado a dueto por Gilberto Santa Rosa y Don Omar, que fue grabado en los estudios de Major League con Corey Hill como ingeniero de sonido y mezclado por Marioso.

## Concepto
La idea principal del álbum era de revivir la época exitosa de los clubs nocturnos presente en San Juan, Puerto Rico durante la década de 1970. Una de las canciones presentes, «Che Che Cole», es una reinterpretación de la original por Héctor Lavoe y Willie Colón, en esta ocasión a cargo de Víctor Manuelle y Tego Calderón.

## Lista de canciones
| N.º   | Título                        | Intérprete(s)                          | Duración |  |
| 1.    | «Intro»                       | Gallego                                | 1:50     |  |
| 2.    | «Los hombres tienen la culpa» | Gilberto Santa Rosa y Don Omar         | 4:45     |  |
| 3.    | «Dos Jueyes»                  | Domingo Quiñones y Zion                | 3:48     |  |
| 4.    | «Che Che Cole»                | Víctor Manuelle y Tego Calderón        | 4:05     |  |
| 5.    | «Mal agüero»                  | Domingo Quiñones y La Sista            | 2:05     |  |
| 6.    | «Perdona viejo»               | Papo Rosario y Aniel Rosario           | 4:17     |  |
| 7.    | «Los gorditos»                | Tito Nieves con John Eric y Pedro Bull | 4:47     |  |
| 8.    | «Ayi viene mista [sic]»       | Mista                                  | 3:55     |  |
| 9.    | «Mulata rumbera»              | Junior González y Plaza                | 4:16     |  |
| 10.   | «Esa nena»                    | J-King & Maximan                       | 3:07     |  |
| 11.   | «Mafo Crew»                   | Mafo Crew                              | 3:25     |  |
| 12.   | «La Wasa»                     | Symphonia                              | 4:01     |  |
| 13.   | «Claro de Luna»               | Voltio                                 | 3:14     |  |
| 49:08 |                               |                                        |          |  |

## Posicionamiento en listas
Álbum
| Listas (2006)                     | Mejor posición |
| --------------------------------- | -------------- |
| Estados Unidos (Top Latin Albums) | 13             |
| Estados Unidos (Tropical Albums)  | 1              |

Sencillos
| Año  | Lista                            | Canción                     | Posición más alta |
| ---- | -------------------------------- | --------------------------- | ----------------- |
| 2006 | Billboard Latin Tropical Airplay | Dos Jueyes                  | 38                |
| 2006 | Billboard Hot Latin Tracks       | Los Hombres Tienen La Culpa | 39                |
| 2006 | Billboard Latin Tropical Airplay | Los Hombres Tienen La Culpa | 1                 |

### Sucesión y posicionamiento
| Predecesor: God's Project de Aventura | U.S. Billboard Tropical Albums — Álbum N°. 1 9 de diciembre de 2006 - 22 de diciembre de 2006 | Sucesor: Arroz con habichuela de El Gran Combo de Puerto Rico |